# Aeropuerto de Cutral Có
El Aeropuerto de Cutral Có (IATA: CUT - OACI: SAZW - FAA: CUT) aeropuerto argentino que da servicio a la ciudad de Cutral Có, Neuquén.
El aeropuerto ocupa un predio de 260 hectáreas (640 acres), y tiene 400 metros cuadrados de terminal cubierta. 

## Accidentes e incidentes
- 14 de abril de 1976: Un Avro 748 de YPF, matrícula LV-HHB, que realizaba una transferencia de personal entre Rincón de los Sauces y Cutral Co, se estrelló a 35 kilómetros al norte del lugar de destino previsto. El avión tenía aproximadamente media hora de vuelo, a 4000 pies (.200 m), cuando tanto el ala de estribor y el estabilizador horizontal de estribor se separaron del fuselaje, provocando que el avión caiga a la tierra, chocando y estallando en llamas. 31 pasajeros y una tripulación de tres personas fallecieron en el accidente.[3][4] Aeropuertos y aeródromos en la Provincia del Neuquén